# Cauville-sur-Mer
Cauville-sur-Mer és un municipi francès situat al departament del Sena Marítim i a la regió de Normandia. L'any 2007 tenia 1.370 habitants.

## Demografia

### Població
El 2007 la població de fet de Cauville-sur-Mer era de 1.370 persones. Hi havia 452 famílies de les quals 44 eren unipersonals (16 homes vivint sols i 28 dones vivint soles), 170 parelles sense fills, 222 parelles amb fills i 16 famílies monoparentals amb fills.
La població ha evolucionat segons el següent gràfic:
Habitants censats

### Habitatges
El 2007 hi havia 491 habitatges, 465 eren l'habitatge principal de la família, 12 eren segones residències i 14 estaven desocupats. 484 eren cases i 4 eren apartaments. Dels 465 habitatges principals, 433 estaven ocupats pels seus propietaris, 27 estaven llogats i ocupats pels llogaters i 5 estaven cedits a títol gratuït; 6 tenien dues cambres, 25 en tenien tres, 105 en tenien quatre i 329 en tenien cinc o més. 404 habitatges disposaven pel capbaix d'una plaça de pàrquing. A 148 habitatges hi havia un automòbil i a 306 n'hi havia dos o més.

### Piràmide de població
La piràmide de població per edats i sexe el 2009 era:
| Homes | Edats   | Dones |
| ----- | ------- | ----- |
| 0     | 95 o +  | 0     |
| 4     | 90 a 94 | 0     |
| 4     | 85 a 89 | 8     |
| 8     | 80 a 84 | 16    |
| 4     | 75 a 79 | 4     |
| 12    | 70 a 74 | 12    |
| 12    | 65 a 69 | 12    |
| 20    | 60 a 64 | 8     |
| 36    | 55 a 59 | 16    |
| 64    | 50 a 54 | 88    |
| 64    | 45 a 49 | 60    |
| 52    | 40 a 44 | 48    |
| 36    | 35 a 39 | 52    |
| 40    | 30 a 34 | 36    |
| 36    | 25 a 29 | 36    |
| 44    | 20 a 24 | 24    |
| 68    | 15 a 19 | 44    |
| 56    | 10 a 14 | 44    |
| 40    | 5 a 9   | 48    |
| 8     | 0 a 4   | 24    |

## Economia
El 2007 la població en edat de treballar era de 950 persones, 666 eren actives i 284 eren inactives. De les 666 persones actives 626 estaven ocupades (349 homes i 277 dones) i 41 estaven aturades (15 homes i 26 dones). De les 284 persones inactives 117 estaven jubilades, 100 estaven estudiant i 67 estaven classificades com a «altres inactius».

### Ingressos
El 2009 a Cauville-sur-Mer hi havia 472 unitats fiscals que integraven 1.419 persones, la mediana anual d'ingressos fiscals per persona era de 21.650 €.

### Activitats econòmiques
Dels 24 establiments que hi havia el 2007, 1 era d'una empresa alimentària, 1 d'una empresa de fabricació d'altres productes industrials, 7 d'empreses de construcció, 3 d'empreses de comerç i reparació d'automòbils, 4 d'empreses de transport, 1 d'una empresa d'hostatgeria i restauració, 2 d'empreses immobiliàries, 2 d'empreses de serveis, 2 d'entitats de l'administració pública i 1 d'una empresa classificada com a «altres activitats de serveis».
Dels 9 establiments de servei als particulars que hi havia el 2009, 1 era un paleta, 2 fusteries, 2 lampisteries, 2 electricistes, 1 perruqueria i 1 agència immobiliària.
L'únic establiment comercial que hi havia el 2009 era una fleca.
L'any 2000 a Cauville-sur-Mer hi havia 18 explotacions agrícoles.

## Equipaments sanitaris i escolars
El 2009 hi havia una escola elemental.

## Poblacions més properes
El següent diagrama mostra les poblacions més properes.